# Markiesgebouw

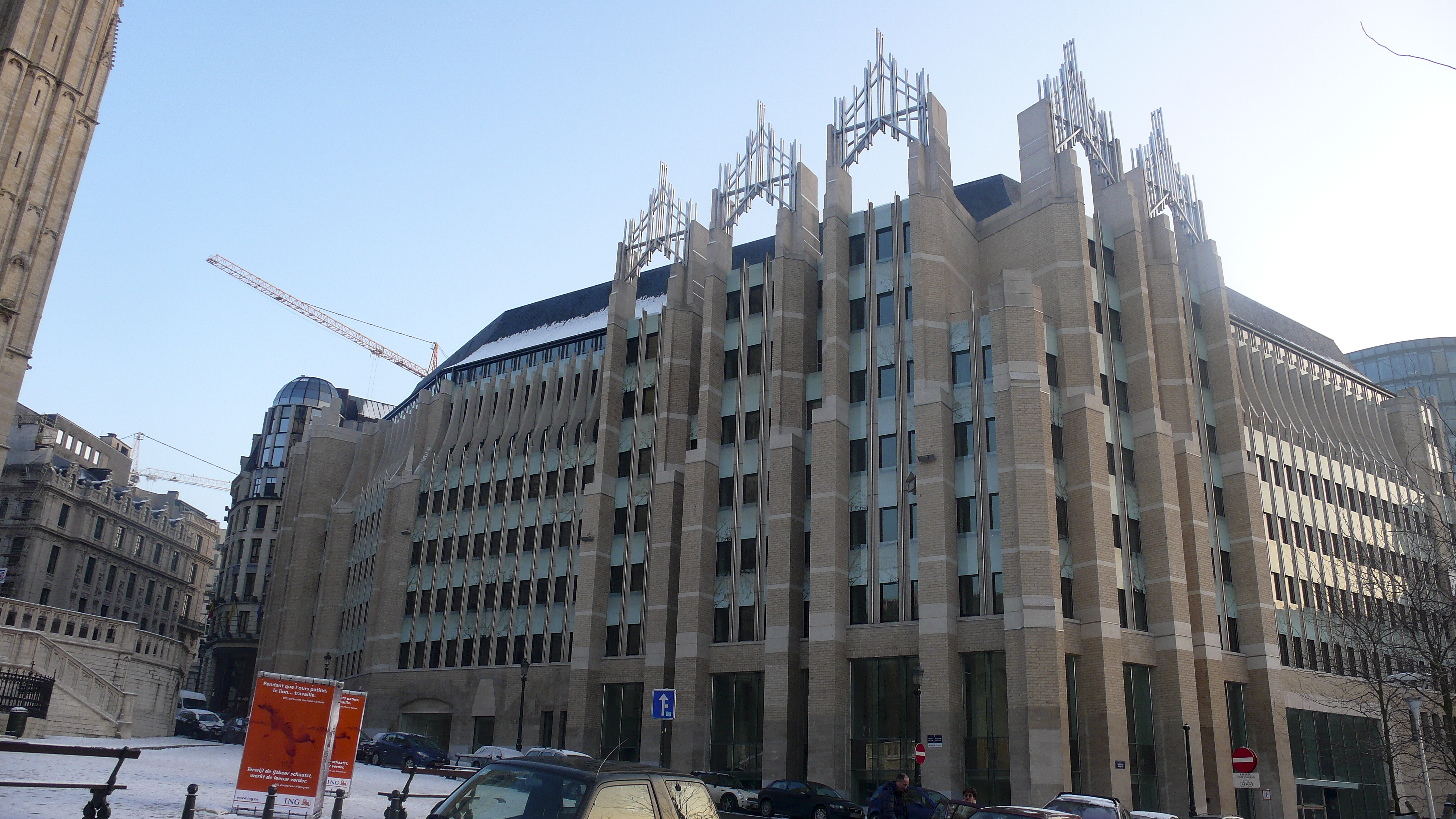
Het Markiesgebouw begin 2010

Het Markiesgebouw is een kantoorgebouw op het terrein binnen de vierhoek Markiesstraat, Sint-Goedeleplein, Parochiaanstraat en Loksumstraat te Brussel in België.

## Geschiedenis
Het is gebouwd op de plaats waar het Sint-Goedelegodshuis stond, dat omstreeks 1500 werd afgebroken en vervangen door een stadspaleis, waarin op het einde van de 15e eeuw generaal markies Ambrosio de Spinola zou gewoond hebben (vandaar de naam Markiesgebouw). Heel wat gebouwen in de Markiesstraat werden gesloopt in 1947 voor de aanleg van de Noord-Zuidverbinding en de rest in 1966 voor de aanleg van de metro.
Het Markiesgebouw werd eind jaren 1980 opgetrokken in opdracht van verzekeraar AG Groep, het ganse project werd gecoördineerd door Language of Forms en de plannen werden getekend onder leiding van architect André Jacqmain door het Atelier d'Architecture de Genval. Architect van het Markiesgebouw was ELD Partnership uit Antwerpen dat ook de uitvoering coördineerde.
Het gebouw huisvestte tussen 1989 en 2007 een belangrijk deel van de Vlaamse administratie. In 2009 werd het volledig gerenoveerd voor een bedrag van 50 miljoen euro. In 2010 vestigde de Fortis Holding (later verzekeraar Ageas) er zijn hoofdkwartier en maatschappelijke zetel. Sinds 2015 is ook Euronext Brussels er gevestigd. Eind 2022 kondigde Ageas aan te willen verhuizen naar het Manhattan Center.